# Fédération Républicaine
De Fédération Républicaine (FR) (Nederlands: Republikeinse Federatie) was een politieke partij in Frankrijk. De partij was de grootste conservatieve partij tijdens de Derde Franse Republiek en bestond van 1903 tot 1948.

## Geschiedenis
De Fédération Républicaine werd in november 1903 opgericht door conservatieve republikeinen, meest Républicains Opportunistes, die gekant waren tegen het kabinet-Waldeck-Rousseau van het Bloc des Gauches waren en zijn alliantie met de Parti Radical-Socialiste PRS. Sommige oprichters van de FR waren ook tegen de houding in het voordeel van Alfred Dreyfus, die het kabinet aannam.
De Fédération Républicaine was voorstander van een conservatieve koers en economisch liberalisme. De meeste federale republikeinen waren aanhangers van de door 19e-eeuwse conservatieve republikeinse premiers als Jules Méline, Alexandre Ribot, Jean Casimir-Perier en Charles Dupuy. Mogelijk streefde enkele individuen binnen de FR naar een uitvoerend presidentschap. De FR was voorstander van secularisering, maar minder dan de andere grote centrumrechtse republikeinse partij, de Alliance Démocratique. De aanhangers van de Fédération Républicaine kwamen veelal uit de gegoede bourgeoisie. De FR is echter nooit een echte partij, in de moderne zin van het woord, geworden.
De Fédération Républicaine sloot zich in 1919, na de Eerste Wereldoorlog, bij de verkiezingsalliantie Bloc National aan, een verbintenis van centrum- en centrumrechtse partijen, zoals de Alliance Démocratique en Action Libérale. Het Bloc National won de parlementsverkiezingen van november 1919. De FR nam deel aan de regeringen die door het Bloc National werden geleid, ten minste tot de parlementsverkiezingen van 1924, toen het Bloc National werd verslagen.
De rooms-katholieke Action Libérale ging in 1919 in de Fédération Républicaine op, waarna de invloed van sociale katholieken binnen de FR toenam. Dit werd in 1924 duidelijk toen Auguste Isaac door Louis Marin werd vervangen, een liberale katholiek die aanvaardbaar bleek voor zowel de sociale katholieke leden als de seculiere leden van de FR. Er werd gekozen voor een centrumgerichte koers, gericht op samenwerking met centrumpartijen, zoals de christendemocratische Parti Démocrate Populaire PDP.
De Fédération Républicaine kreeg in de jaren 20 meer het karakter van een partij, met wat meer duidelijke structuren, en werden er jeugd- en vrouwenafdelingen gesticht.

## Ruk naar rechts
De Fédération Républicaine schoof sinds de tweede helft van de jaren 20 naar rechts op. De verklaring hiervoor was de verkiezingsoverwinning van het Cartel des Gauches in 1924 en de daaropvolgende linkse kabinetten. Daarnaast wilde de FR zich profileren als dé centrumrechtse partij en schilderde de Alliance Démocratique als een besluiteloze partij af, die niet wist waar ze stond. Het feit dat de FR niet werd uitgenodigd om deel te nemen aan centrum(-rechtse) regeringen, droeg ook bij aan het de ruk naar rechts. Als gevolg hiervan liep de samenwerking met christendemocratische en Parti Démocrate Populaire PDP ten einde.
De Fédération Républicaine maakte van 1926 tot 1934 weliswaar deel uit van de meeste centrumrechtse kabinetten, toch waren de meeste leden van de FR ontevreden over de koers. Na de rellen van 6 februari 1934 werd de positie van de ultraconservatieve vleugel binnen de FR sterker en sindsdien keerde de FR zich tegen de Derde Franse Republiek, die als 'onpatriottisch' werd omschreven.

## Front de la Liberté
Na de overwinning van het Volksfront, het Front Populaire, bij de parlementsverkiezingen van 1936, werd in 1937 uit de FR, het fascistische Front Populaire Français van Jacques Doriot, de Parti Républicain National et Social en de Parti Agraire et Paysan Français het Front de la Liberté opgericht. Louis Marin werd de leider van het Front de la Liberté en wilde niet alleen dat het felle oppositie ging voeren tegen de Volksfrontkabinetten, maar ook als tegenwicht zou fungeren tegen de groeide invloed van de rechtse, maar niet fascistische, Parti Social Français van kolonel François de la Rocque. Het Front de la Liberté was ook fel gekant tegen de Alliance Démocratique en de Parti Démocrate Populaire.
De Fédération Républicaine was inmiddels al zo ver naar rechts opgeschoven, dat veel extreemrechtse en fascisten zich bij de partij aansloten. Als gevolg hiervan verlieten bijvoorbeeld Laurent Bonnevay de FR.

## De Tweede Wereldoorlog en erna
Ondanks dat de Fédération Républicaine sinds het einde van de jaren 30 duidelijk een fascistische koers was gaan varen, collaboreerden er tijdens de Tweede Wereldoorlog maar weinig leden van de FR met de Duitsers of met Vichy-Frankrijk. Een van de bekendste leden van de FR die collaboreerden, was Philippe Henriot. Hij was minister van Informatie in de regering in Vichy. Toch stemden FR leden waarschijnlijk wel in met maarschalk Philippe Pétains Révolution Nationale.
De FR was als partij in de Conseil National de la Résistance vertegenwoordigd. Jacques Debû-Bridel vertegenwoordigde de FR in het hoofdbestuur van de CNR. Samen met Marin en anderen probeerde Debû-Bridel de FR na de oorlog opnieuw op te richten. Deze poging mislukte en de meeste voormalige leden van de FR sloten zich aan bij de conservatief-liberale Parti Républicain de la Liberté PRL. Deze PRL ging in 1951 in het Centre National des Indépendants et Paysans op.

## Voorzitters van de Fédération Républicaine
| Persoon       | Periode     |
| ------------- | ----------- |
| Eugène Motte  | 1903 - 1921 |
| Auguste Isaac | 1921 - 1924 |
| Louis Marin   | 1925 - 1940 |

## Websites
- (fr)  1928 - Un programme électoral de la droite parlementaire. partijprogramma van de Fédération Républicaine uit 1928

## Voetnoten
1. ↑  President van 1894 tot 1895
2. ↑  Frankrijk kende tijdens de Derde Franse Republiek geen uitvoerend presidentschap, in tegenstelling tot de huidige Vijfde Franse Republiek.
3. ↑  een katholiek, maar geen liberale katholiek
4. ↑  Laurent Bonnevay (1870-1956) sloot zich hierna bij de Radicaux Indépendants aan.
5. ↑  Lijst van staatshoofden en premiers van Vichy-Frankrijk